# Peter Tilling
Peter Tilling (* 1975 in Mainz) ist ein deutscher Dirigent, Cellist und Musikpädagoge.
Tilling studierte Dirigieren bei Peter Eötvös in Karlsruhe sowie Klaus Eisenmann und Klaus Arp in Mannheim, Klavier bei Paul Dan und Siegbert Panzer in Mannheim sowie Cello bei Martin Ostertag in Karlsruhe und Michael Hell in München. Als Assistent arbeitete er u. a. mit Nikolaus Harnoncourt, Thomas Hengelbrock, Franz Welser-Möst, Ingo Metzmacher, Thomas Adès und Sylvain Cambreling zusammen.
Als Cellist spielte Tilling u. a. bei den Münchner Philharmonikern, dem SWR Sinfonieorchester und dem Ensemble Modern. Zu seinen Kammermusikpartnern zählen Konstantin Lifschitz, Tabea Zimmermann, Wen Xiao Zheng, Yorck Kronenberg, Andra Darzins, Roland Glassl, Andreas Willwohl, Franziska Hölscher, Michaela Girardi und weitere. Mit dem von ihm gegründeten ensemble risonanze erranti spielte er Werke von Morton Feldman, Herbert Eimert, Anno Schreier, Wolfgang Rihm, Alban Berg und Karlheinz Stockhausen sowie Ur- und Erstaufführungen von Kompositionen Jens Joneleits, Johannes Motschmanns, Eres Holz’, Jan Masanetz’, Samir Amarouchs, Birke Bertelsmeiers, Mithatcan Öcals und Ernst Kreneks. Daneben dirigierte er auch das Ensemble Modern, das Ensemble recherche, das oenm Salzburg, das Collegium Novum Zürich und die Cairo Contemporary Music Group.
Mit seinem ensemble risonanze erranti debütierte er im Dezember 2021 im kleinen Saal der Elbphilharmonie.
Ein Schwerpunkt der Arbeit Tillings ist die Oper. Er war u. a. stellvertretender Generalmusikdirektor am Staatstheater Nürnberg, Kapellmeister und Solorepetitor am Badischen Staatstheater Karlsruhe (2003–06), 1. Kapellmeister am Theater St. Gallen, Assistent am Opernhaus Zürich und Gastdirigent am Landestheater Coburg.  Großen Erfolg hatte er, als er 2011 als Einspringer für Thomas Hengelbrock bei den Bayreuther Festspielen den Tannhäuser dirigierte. Seine Tätigkeit bei den Bayreuther Festspielen wurde 2018 fortgeführt (2018, Studienleiter Parsifal, 2019, Konzert im Haus Wahnfried/Diskurs Bayreuth, 2020, musikalische Leitung The Loop of the Nibelung/Simon Steen-Andersen).
Er trat u. a. bei den Osterfestspielen Salzburg auf (Lohengrin, 2017, Satyricon, 2018) und dirigierte am Opernhaus Zürich (Die Frau ohne Schatten, 2010, 2014), an der Nederlandse Opera (Rihm, Dionysos, 2010), am Theater Regensburg (Un ballo in maschera, 2018), an der Staatsoper Stuttgart (Die Fledermaus, 2010), am Theater an der Wien (The Rakes Progress, 2008), an der Opéra National de Montpellier (Monteverdi/Boesman, Poppea, 2013), bei der Münchner Biennale (Das geopferte Leben, 2013), an der Semperoper Dresden (2018, Lohengrin) und am Teatro Real Madrid (La Clemenza di Tito, 2012). Er dirigierte Orchester wie das Mozarteumorchester Salzburg, das Philharmonia Orchestra London, das Tatarstan National Symphony Orchestra, die Staatsphilharmonie Nürnberg, das Symphonieorchester des Bayerischen Rundfunks und das Gulbenkian Orchester Lissabon.
Auf dem Feld der alten Musik trat Tilling hervor in Zusammenarbeit u. a. mit dem Freiburger Barockorchester, bei den Händel-Festspielen Karlsruhe dirigierte er 2005 Almira.
Ebenfalls arbeitet er regelmäßig mit jungen Musikern, so dirigierte er z. B. die Landesjugendorchester Baden-Württemberg und Bremen, das International Regions Orchestra (IRO), die Hochschulorchester in Mannheim und München sowie die jungen deutschen philharmonie. Kurse gab Peter Tilling zuletzt beim Bluval Festival Straubing, bei der Hirschmann-Stiftung in Linz sowie bei der Epoche f international 2021 in der Landesmusikakademie Wolfenbüttel. In Straubing initiierte er eine Zusammenarbeit mit dem Anton-Bruckner-Gymnasium.
Als Komponist trat Peter Tilling u. a. mit den Ensemblewerken STELE und Ein Schatten, schwebend hervor sowie mit Bearbeitungen von Hildegard von Bingen und Orlando di Lasso. 2020 entstand sein Orchesterwerk affermare - Preludio per Orchestra, welches beim internationalen Bach-Kompositionswettbewerb Eisenach 2020 mit einem Förderpreis ausgezeichnet wurde.